# Translatewiki.net
translatewiki.net este o platformă web de traduceri, care utilizează extensia Translate pentru MediaWiki (extensie ce transformă MediaWiki într-o unealtă performantă de traducere a oricărui tip de text).
Este cel de-al 13-lea wiki ca mărime din lume, în funcție de numărul de pagini, și strânge laolaltă în jur de 5000 de traducători. Înglobează peste 50 000 de mesaje traductibile aparținând celor peste 20 de proiecte, printre care se numără MediaWiki, OpenStreetMap, Mifos, Encyclopedia of Life sau MantisBT.